# 普夫倫峰

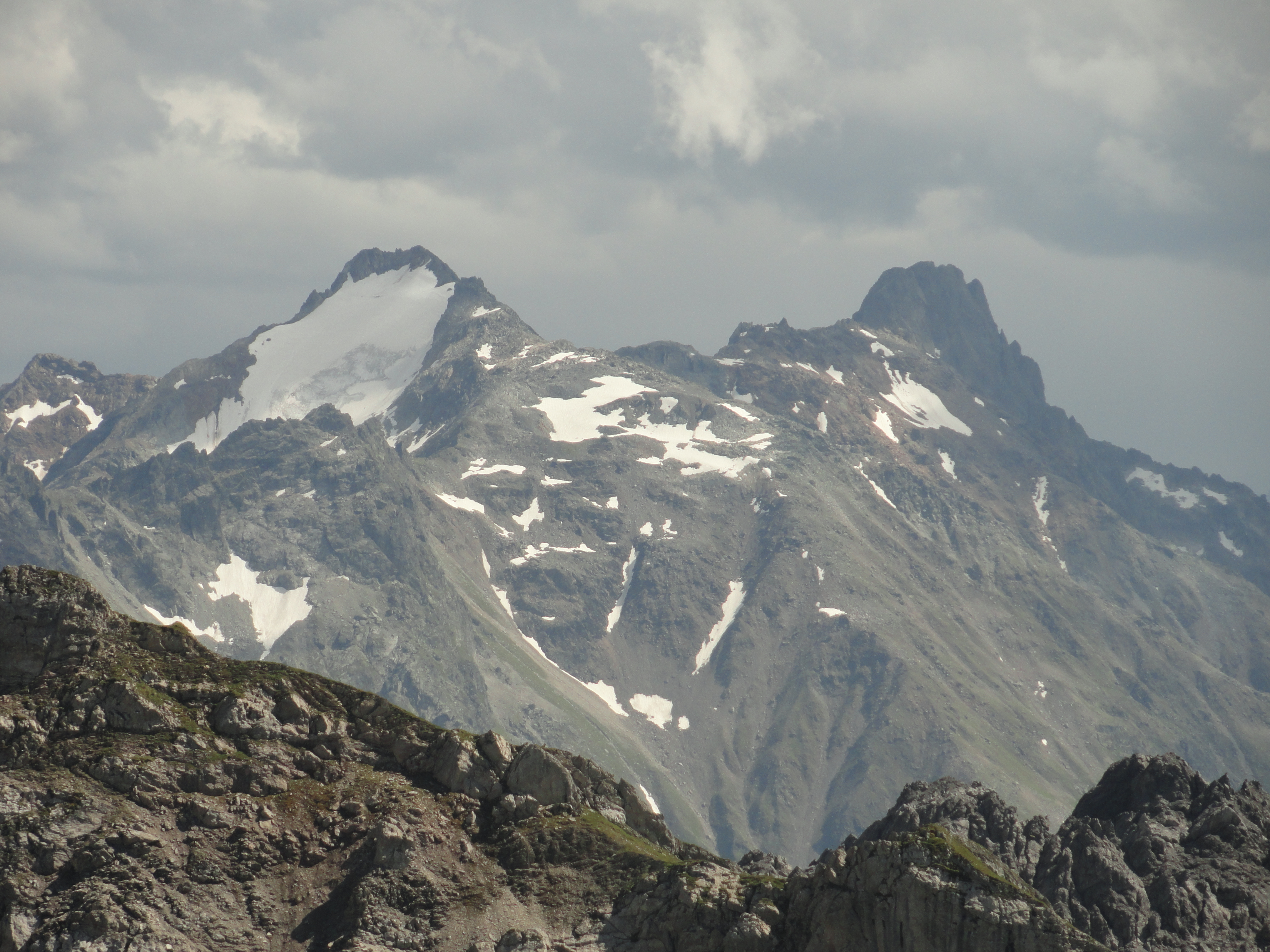

普夫倫峰（德語：Pflunspitzen），是奧地利的山峰，屬於韋爾瓦爾阿爾卑斯山脈的一部分，處於卡爾滕山以西，距離帕特里奧爾山5.6公里，海拔高度2,912米。